# 亞歷山大·烏希克
亞歷山大·亞歷山德羅維奇·烏希克（烏克蘭語：Олександр Олександрович Усик，羅馬化：Oleksandr Oleksandrovych Usyk，發音：[olekˈsɑndr ˈusɪk]；1987年1月17日—），烏克蘭职业拳击手。他是两个重量级的世界冠军，自2021年以来一直拥有無爭議冠軍的WBA（超级）、IBF、WBO和IBO重量级冠军头衔，自2022年一直是《拳台》杂志重量级头衔，以及2018年至 2019年无争议的轻量级头衔，是第一位拥有所有四项主要世界冠军头衔的重量级冠军。他被广泛认为是有史以来最伟大的乌克兰拳击手之一。战胜安东尼·约书亚后，烏希克成为仅有的三位同時擁有四大拳擊組織中兩個以上次重量级世界冠军头衔，并成为世界重量级拳王的拳击手之一，与依凡德·何利菲德和David Haye并列。
作为一名业余选手，烏希克在2011年世界锦标赛和2012年奥运会上赢得重量级金牌。他于2013年转为职业选手，并於2018年的第15场职业比赛中赢得了无爭議的重量级冠军。他的三个冠军头衔皆是在首届世界拳击超级系列赛期间赢得，他赢得了穆罕默德·阿里杯，以及《拳台》杂志和重量級正统冠军头衔。烏希克也被体育画刊、ESPN、《拳台》和美国拳击作家协会（BWAA）评为2018年度最佳拳击手。
2018年，烏希克成为继Jermain Taylor、伯纳德·霍普金斯和特伦斯·克劳福德之后，历史上第四位同时获得WBA、WBC、IBF和WBO冠军的男拳击手。他是第一个乌克兰无争议冠军。他尤其以成就的速度而著称，在他的第十场比赛中赢得了他的第一个世界冠军头衔，并在他的第十五场比赛中成为了他的重量级无争议冠军。烏希克在2019年放弃了他的輕重量级冠军头衔，升至重量级。他已在十六场比赛中击败了五位现任或前任世界冠军。
截至2022年8月，烏希克被《拳台》评为世界上最好的现役拳击手，在跨国拳击排名委员会(TBRB) 中排名第二，在BWAA中排名第三，在BoxRec中排名第五、ESPN排名第六。他还被TBRB、BoxRec和ESPN评为最佳重量级人物。